# 磷酸二氢钠
磷酸二氢钠，化学式NaH2PO4·H2O，是一种无机酸式盐。 中文别名：磷酸一钠。
磷酸二氢钠是制造六偏磷酸钠和焦磷酸钠的原料，主要用于制革、处理锅炉水，作为品质改良剂和制焙粉，及在食品工业、发酵工业中作缓冲剂和发酵粉原料，还用作饲料添加剂、洗涤剂及染助剂等。
磷酸与碳酸钠在控制pH值下作用即可制得磷酸二氢钠。
一水合物在100 °C失去结晶水，继续加热时分解而成酸性焦磷酸钠。